# O Prisioneiro de Zenda (filme de 1952)
O Prisioneiro de Zenda  (em inglês: The Prisoner of Zenda) é um filme estadunidense de 1952, do gênero aventura de capa-e-espada, dirigido por Richard Thorpe. Com roteiro baseado em folhetim homônimo de Anthony Hope, o filme é um remake da versão cinematográfica clássica de 1937. Apesar de Stewart Granger não convencer muito no papel duplo, o filme é lembrado por contar em sua cena final com um dos melhores duelos de esgrima da história do gênero.

## Sinopse
O turista inglês Rudolf chega a Ruritânia, um país fictício da Europa Central, onde logo causa espanto pela semelhança de seu rosto com o do herdeiro do trono real, também chamado Rudolf. O turista e o futuro monarca acabam se encontrando durante uma caçada, na qual o inglês revela que é um primo distante do herdeiro. Este então convida o primo para uma bebedeira em seu chalé, às vésperas da coroação. Mas o herdeiro é drogado pela camareira, sob as ordens de um traidor, e Rudolf, o turista, é convencido a comparecer à coroação no lugar do herdeiro, pois senão o país ficará sob o controle do traidor. Ao fim da celebração, Rudolf tem que continuar fingindo ser o rei, pois o verdadeiro monarca foi sequestrado e corre risco de perder a vida.

## Elenco principal
- Stewart Granger ..... Rudolf Rassendyl/Rei Rudolf V
- Deborah Kerr ..... Princesa Flávia
- James Mason ..... Rupert of Hentzau
- Louis Calhern ..... Coronel Zapt
- Robert Coote ..... Fritz von Tarlenheim
- Robert Douglas ..... Black Michael
- Jane Greer ..... Antoinette de Mauban
- Lewis Stone ..... Cardeal